# Brachytarsophrys
Brachytarsophrys é um género de anfíbios anuros da família Megophryidae, encontrados no sul da China, sul do Mianmar, norte da Tailândia e norte do Vietname.

## Espécies
Existem sete espécies no gênero, com maior probabilidade de serem descritas no futuro. O gênero pode ser dividido em dois grupos: o grupo Brachytarsophrys carinense e o grupo Brachytarsophrys feae. O grupo B. carinense é caracterizado pela presença de uma crista dérmica ou dobra glandular no dorso e seu tamanho maior, enquanto o grupo B. feae não possui cristas ou dobras no dorso e possui espécies menores e maiores.

### GrupoBrachytarsophryscarinense
- Brachytarsophrys carinense (Boulenger, 1889)
- Brachytarsophrys intermedia (Smith, 1921)

### GrupoBrachytarsophrysfeae
- Brachytarsophrys chuannanensis (Fei, Ye & Huang, 2001)
- Brachytarsophrys feae (Boulenger, 1887)
- Brachytarsophrys orientalis (Y. Li, Lyu, J. Wang & Y.Y. Wang, 2020)
- Brachytarsophrys platyparietus (Rao & Yang, 1997)

A IUCN também lista uma sétima espécie, Brachytarsophrys platyparietus, mas esta é considerada um sinônimo de Brachytarsophrys carinense. No entanto, um estudo de 2020 o recuperou como uma espécie distinta.